# Orthotrichum macrocalycinum
Orthotrichum macrocalycinum là một loài Rêu trong họ Orthotrichaceae. Loài này được (Mitt.) Mitt. mô tả khoa học đầu tiên năm 1869.